# 巴錄書
《巴錄書》或譯《巴路克》（Book of Baruch），是一本天主教和東正教接受的次經，而新教和猶太教則不接受此經卷作正經。天主教的《巴路克》含《耶肋米亚书信》，但東正教把後者獨立成卷。巴錄書名義上是舊約聖經先知耶利米的朋友兼秘書巴錄所寫，而實際上是多人寫成。成書日期是主前第一世紀或更晚。雖然最後的校定本以希臘文出現，但其中有些部份很可能譯自希伯來文。

## 內容
巴錄書以一篇懺悔禱告聞始自承耶路撒冷遭逢劫難，份屬罪有應得（1:1-3:8）。第二部份以詩體寫成，說明以色列因離棄「智慧」，所以遭到不幸（3:9-4:4）。「智慧」在此指神的律法、作者歌頌「智慧」，充滿讀美詞藻，思想蘊含精深哲理。第三部份也是詩歌形式，作者在此向滿懷憂憤的以色列民，講出安慰和盼望的信息。他預見仇敵最後被毀滅，耶路撒冷的眾兒女將會凱旋歸回。

### 引用
1. ↑  《耶利米書》 32:12; 36:4; 51:59